# 蓬皮埃尔 (摩泽尔省)
蓬皮埃尔（法語：Pontpierre，法語發音：[pɔ̃pjɛʁ]；洛林法兰克语：Sténbidaschtroff）是法国摩泽尔省的一个市镇，属于福尔巴克-布莱摩泽尔区。

## 地理
蓬皮埃尔（49°2'30"N, 6°38'32"E）面积8.48 平方千米，位于法国大東部大區摩泽尔省，该省份为法国东北部内陆省份，是洛林的一部分，西南接默尔特-摩泽尔省，东临下莱茵省，北与卢森堡和德国接壤。
与蓬皮埃尔接壤的市镇（或旧市镇、城区）包括：福尔克蒙、盖斯兰埃默兰、洛德勒方、尼德河畔泰坦、特里特兰-雷德拉克、瓦勒莱福尔克蒙。

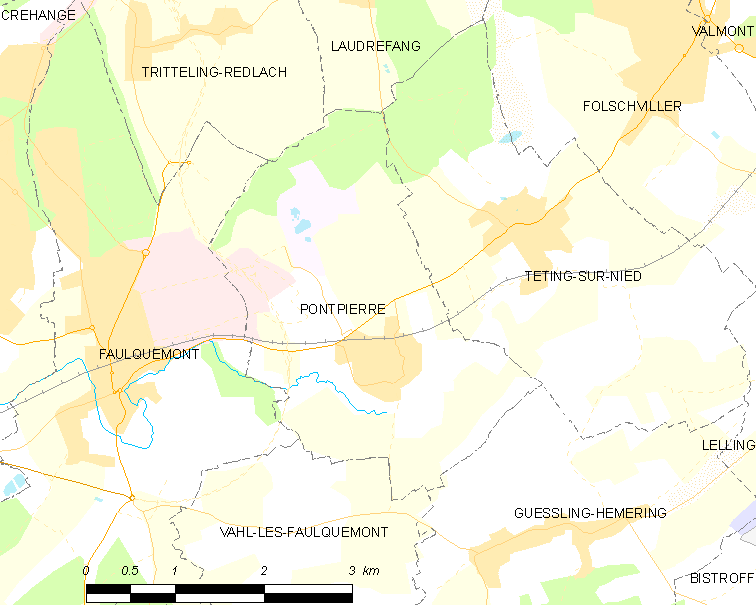
的OSM定位图

蓬皮埃尔的时区为UTC+01:00、UTC+02:00（夏令时）。

## 行政
蓬皮埃尔的邮政编码为57380，INSEE市镇编码为57549。

## 政治
蓬皮埃尔所属的省级选区为福尔克蒙县。

## 人口

1962-2008年间人口变化图示

蓬皮埃尔于2022年1月1日时的人口数量为751人。